# Santo Anastácio
Santo Anastácio is een gemeente in de Braziliaanse deelstaat São Paulo. De gemeente telt 21.222 inwoners (schatting 2009).

## Aangrenzende gemeenten
De gemeente grenst aan Marabá Paulista, Mirante do Paranapanema, Piquerobi, Presidente Bernardes en Ribeirão dos Índios.

## Geboren
- Victor Leandro Bagy (1983), voetballer (doelman)